# Barbara Czajkowska-Palusińska
Barbara Czajkowska-Palusińska (ur. 1956 w Krośnie) – polska konserwator zabytków.
W 1979 ukończyła studia na Wydziale Konserwacji Dzieł Sztuki Akademii Sztuk Pięknych w Krakowie. Jest współautorką m.in. aranżacji i konserwacji gotyckiego stropu w drewnianym Kościele w Haczowie oraz konserwacji XVI i XVII wiecznych malowideł ściennych w drewnianym Kościele w Bliznem, które to Kościoły w 2003 roku zostały wpisane na listę światowego dziedzictwa UNESCO. W jej dorobku konserwatorskim znalazły się również, konserwacja renesansowego stropu w drewnianym Kościele w Święcanach, odsłonięcie i konserwacja renesansowych i wczesnobarokowych malowideł w Kościele w Trzcinicy oraz konserwacja malowideł ściennych w Kościele w Klimkówce k. Krosna.
Barbara Czajkowska-Palusińska przeprowadziła konserwacje m.in.:
- unikatowego obrazu „Matki Bożej z Dzieciątkiem” ze Sławęcina z 1450 roku,
- obrazu „Matki Bożej Apokaliptycznej” z Załęża z ok. 1480 roku,
- „Tryptyku z Połomi” z ok. 1500 roku,
- obrazu „Matki Bożej Apokaliptycznej” z Klimkówki k. Krosna z 1529 roku,
- obrazu „Matki Bożej z Dzieciątkiem” z Załęża z I połowy XVI w.,
- obrazu „Chrzest Chrystusa w Jordanie” z Jaćmierza z ok. 1530 roku,
- XVII i XVIII-wieczne obrazy „Matka Boża z Dzieciątkiem”, „Ukrzyżowanie”, „Dusze Czyśćcowe” i „Mementu Mori” z Kościoła św. Wojciecha w Krośnie,
- kopii obrazu „Matki Boskiej Częstochowskiej” ze Święcan z XVI wieku,
- kopii obrazu „Matki Boskiej Częstochowskiej” z Dobrzechowa z XVII wieku,
- obrazu „Ukrzyżowanie” z Małej k. Ropczyc z ok. 1600 roku,
- obrazu „Święta Rodzina” z Birczy z ok. 1600 roku,
- obrazu „Święty Mikołaj” z Jodłowej z 1528 roku,
- XVI i XVII-wieczne obrazy „Opłakiwanie”, „Św. Apolonia” ze zbiorów Zamku Schwarzenau oraz „Scena Rycerska” ze zbiorów Muzeum Schonborn w Austrii,
- ołtarza głównego i dwóch ołtarzy bocznych z drewnianego Kościoła św. Wojciecha w Krośnie z XVII i XVIII wieku,
- XIX wiecznego Ikonostasu i ołtarzy bocznych z Kościoła w Czarnej (wcześniej Cerkwi św. Dymitra).

Od 1991 roku jest Rzeczoznawcą ZPAP, a w latach 1993–2003 była ustanowiona Rzeczoznawcą Ministra Kultury i Sztuki w specjalności konserwacja malarstwa i rzeźby drewnianej.
Od 1992 roku jest współwłaścicielką firmy konserwatorskiej „B.P.Palusińscy”, a następnie „PALUSIŃSCY S.C.”